# 基耶塞镇
基耶塞镇（義大利語：Borgo Chiese），是意大利特伦蒂诺-上阿迪杰大区特倫托自治省的市镇。市镇面积为53.72平方公里，2017年人口数量为1,998人。
该市镇是在2016年1月1日由布廖内、奇梅戈及孔迪诺三个市镇合并而成的。